# Exochus hakonensis
Exochus hakonensis är en stekelart som beskrevs av William Harris Ashmead 1906. Exochus hakonensis ingår i släktet Exochus och familjen brokparasitsteklar. Inga underarter finns listade i Catalogue of Life.